# Carlos Ferro (aktor)
Carlos Mauricio Ferro Fernández (ur. 5 lipca 1984 w Torreón w stanie Coahuila) – meksykański aktor.

## Filmografia

### telenowele
- 2007: Miłość jak czekolada jako przyjaciel José'a Gutierreza (Pedro Moreno)
- 2009: Diabeł wie lepiej jako Gregorio Ramírez
- 2010: Eva Luna jako Carlos Maldonado
- 2010: Pieska miłość jako Benny Caparroso / El Pastelito
- 2011: Moje serce bije dla Loli jako Camilo Andrade
- 2012: Relaciones Peligrosas jako Santiago Madrazo
- 2013–2014: Oblicza miłości jako Alonso Cortés
- 2014: Królowa serc (Reina de Corazones) jako Lázaro Leiva